# Ecnomus volsellus
Ecnomus volsellus là một loài Trichoptera trong họ Ecnomidae. Chúng phân bố ở miền Australasia.